# تو ریورز (ویسکانسین)
تو ریورز، ویسکانسین  (به انگلیسی: Two Rivers) شهری در شهرستان منیامواک ایالت ویسکانسین است که در سال ۱۸۷۸ بنیان‌گذاری شده‌است. این شهر طبق سرشماری سال ۲۰۱۰ میلادی ۱۱٬۷۱۲ نفر جمعیت داشته‌است.

## نگارخانه

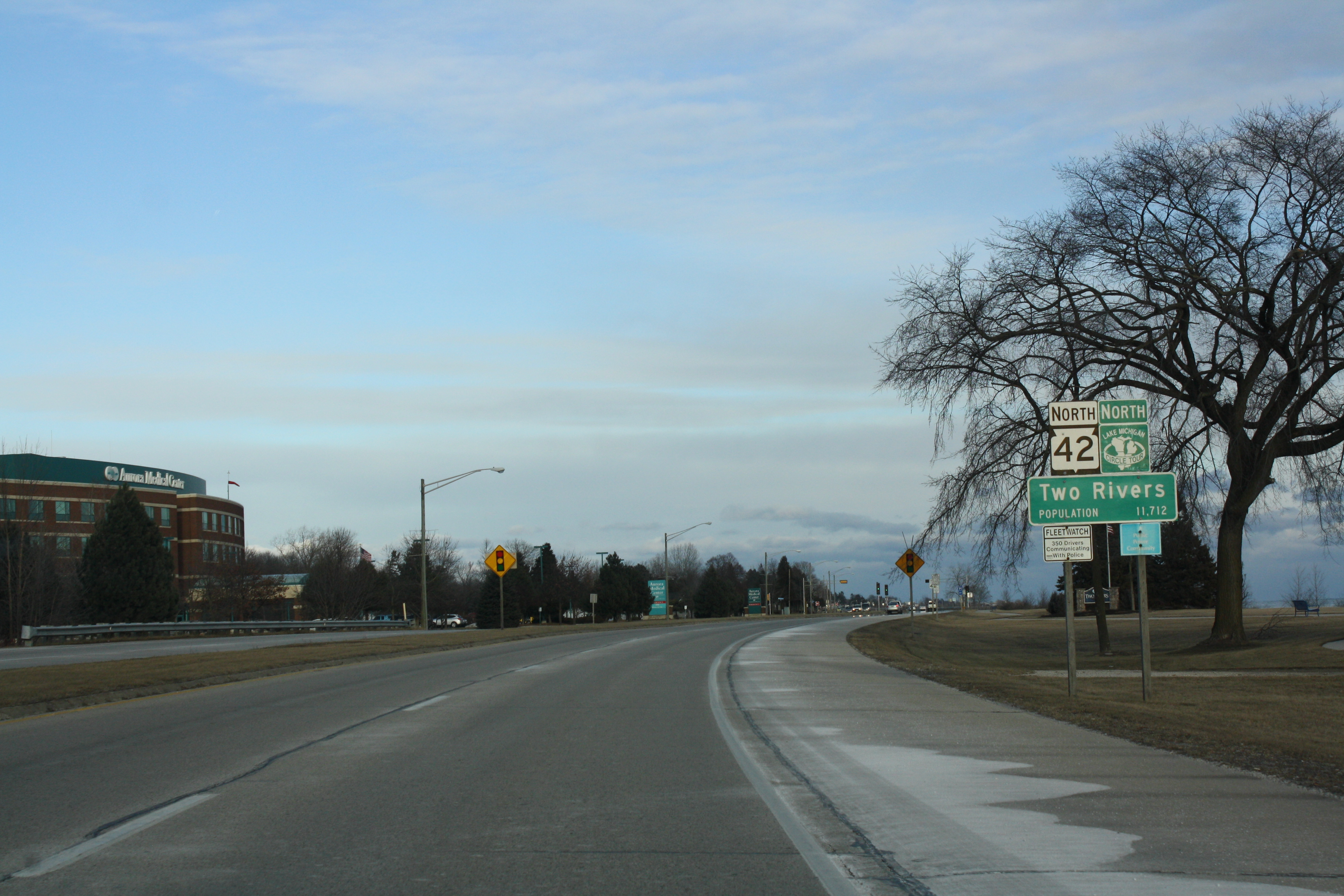
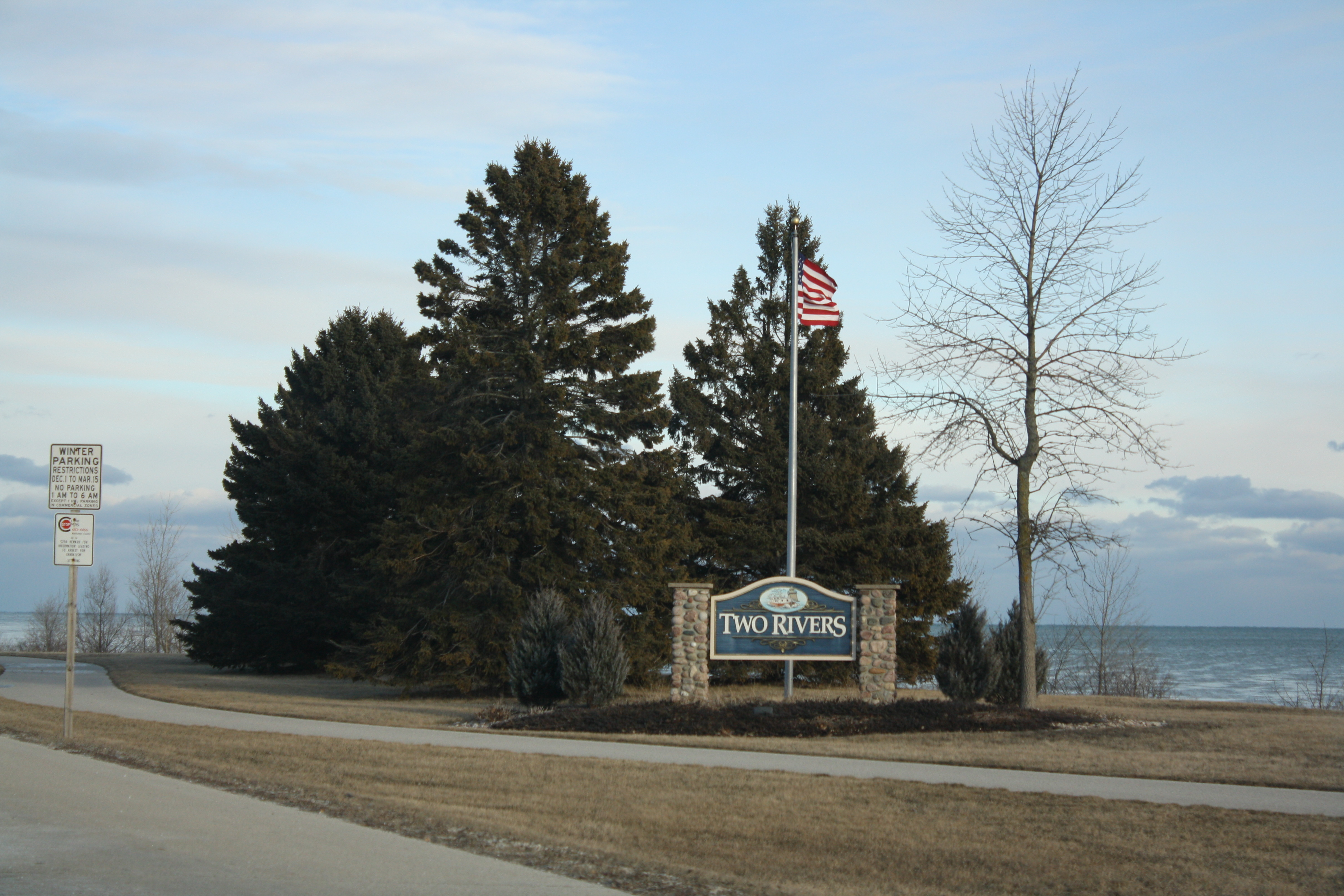